# Kohorta čuvajev
Kohorta čuvajev (latinsko Cohors vigilum) je bila posebna kohorta tisoč mož, ki so bili namenjeni boju proti požarom in so tako predstavljali začetke gasilstva v današnji Italiji. Skupaj je obstajalo 7 kohort. Vsaka kohorta je bila odgovorna za 2 mestni četrti Rima. Kohorte je ustanovil Gaj Avgust Oktavijan. Poleg gašenja požarov so čuvaji opravljali tudi preventivno dolžnost. Tako so čuvaji nenehno patruljirali po določeni četrti, opozarjali meščane na nevarnost in jih v primeru neupoštevnja tudi kaznovali. Kohortam je poveljeval praefectus vigilum. 